# Баница (Бузау)
Баница (рум. Banița) насеље је у Румунији у округу Бузау у општини Сађата. Oпштина се налази на надморској висини од 58 m.

## Становништво
Према подацима из 2002. године у насељу је живело 429 становника, од којих су сви румунске националности.